# كونور دالي
كونور دالي (بالإنجليزية:  Conor Daly)‏ مواليد 15 ديسمبر 1991 في نوبلسفيل، هو سائق فورملا 1 أمريكي.

## سباقات شارك فيها
- سلسلة إندي كار
- إنديانابوليس 500

## وصلات خارجية
- كونور دالي على موقع Racing-Reference.info (الإنجليزية)
- كونور دالي على موقع DriverDB.com (الإنجليزية)

- الموقع الرسمي